# Yuji Ide
Yuji Ide (井出有治, Ide Yūji, Saitama, 21 de janeiro de 1975) é um piloto japonês de automobilismo, Começou sua carreira no Kart em 1990. Disputou categorias como a F-Nippon a Formula 1, e atualmente corre pela Super GT. Na Fórmula 1 correu pela Super Aguri na temporada de 2006, mas viu a sua super-licença cassada por condução perigosa, após um acidente com Christijan Albers.

## Carreira

### Inicio da Carreira

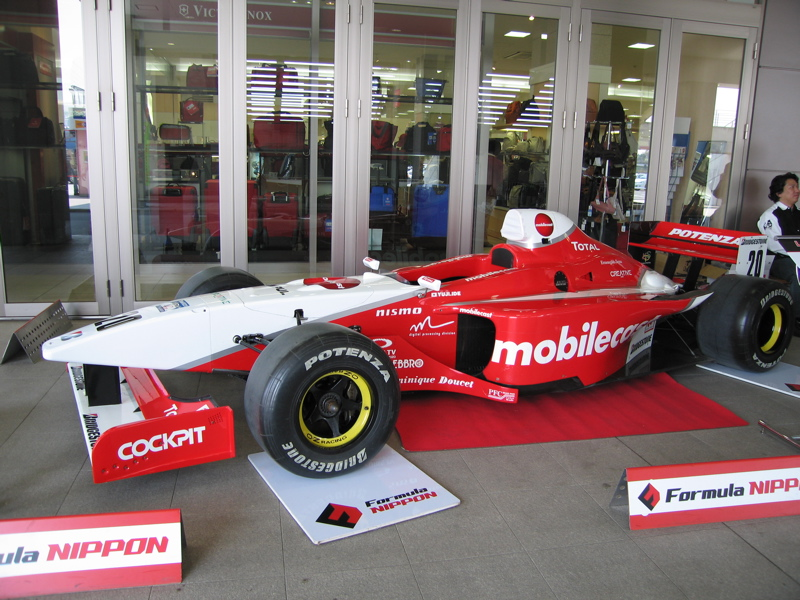
Lola utilizada por Ide na F-Nippon em 2005.

Yuji ide começou a correr de kart aos 15 anos de idade, desde então disputou vários campeonatos nacionais no Japão, no ano 2000 ele  correu o Macau Grand Prix na China, começando assim sua carreira profissional, em 2003 ingressou na Formula Nippon e a JCTC, foi vice-campeão duas vezes, quando se mudou para a França para disputar a Formula 3, porem voltou no ano seguinte para o automobilismo japonês.

### Fórmula 1

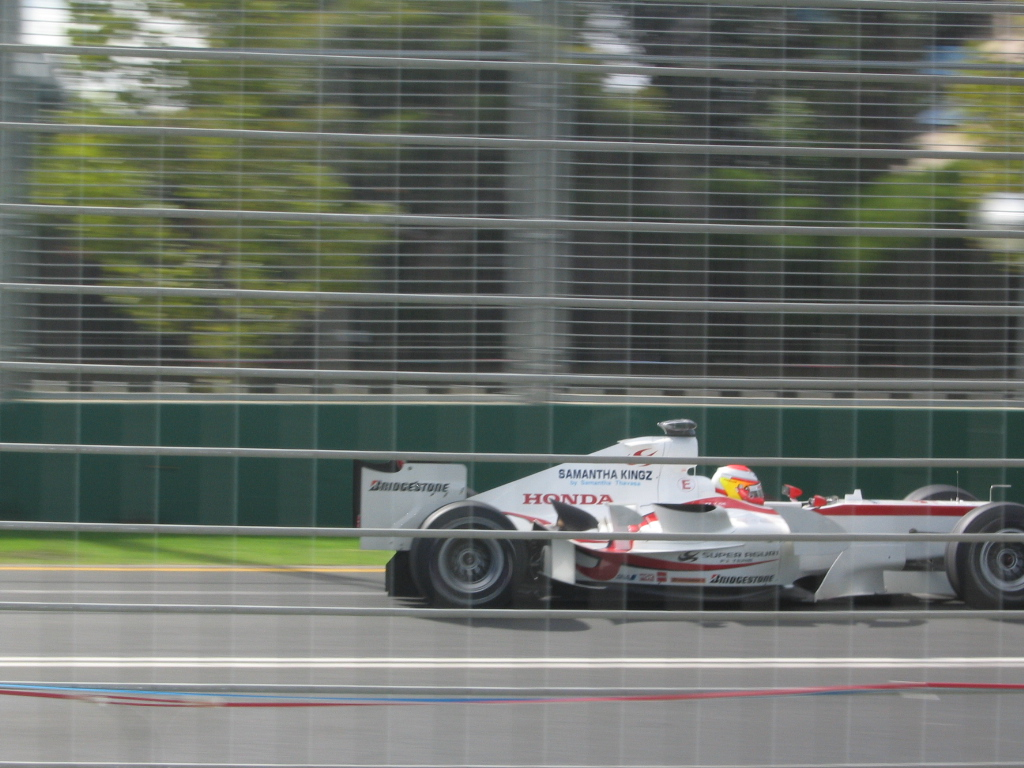
Yuji Ide no GP da Austrália de 2006.

Em 2006, Ide (também conhecido por Strike-Man) foi confirmado como um piloto de Fórmula 1 na equipe Super Aguri, sendo companheiro de equipe do compatriota Takuma Sato, em 16 de janeiro na sede da equipe na Inglaterra.
Na primeira etapa, no Grande Prêmio do Barém, Ide largou em 21° lugar, a 02:859 segundos atrás de Takuma Sato. Na corrida Ide abandonou na volta 35 com problemas de motor.
Na segunda etapa, no Grande Prêmio da Malásia, Ide largou em 18° lugar, a 01:709 segundos atrás de Sato. Na corrida Ide abandonou na volta 33 com problemas no acelerador.
Na terceira etapa, no GP da Austrália, Ide largou em 22° e último lugar do grid a 03:885 segundos atrás de Sato. Na corrida completou sua primeira corrida em 13° lugar, a três voltas do líder.
No último Grande Prêmio de Ide na Fórmula 1, no Grande Prêmio San Marino largou em último a 01:673 atrás de Takuma Sato. Na corrida Ide colidiu seu carro com a Midland de Christijan Albers, fazendo o holandês sair da pista e capotar o carro. Ide abandonou a corrida na volta 23 com problemas de suspensão, devido ao acidente. Apos o acidente, Ide foi demitido da equipe e sua super-licença, documento que permite ao piloto participar da Fórmula 1, foi cassada pela FIA. Foi a primeira e até hoje a única vez em que um piloto de Formula 1 foi banido da categoria. Acaba sendo substituído pelo francês Franck Montagny, que depois viria a ser substituído por outro japonês, Sakon Yamamoto. Assim Ide nunca mais participou de uma corrida de Formula 1. Por conta de suas atuações desastrosas, muitos fãs de automobilismo consideram Yuji Ide o pior piloto da história da Fórmula 1.

### Outras categorias
Em 2007 retornou para a Formula Nippon. Começou a correr também na Super GT em 1999, em 2009 entrou para a Civic Racing organizada pela Honda. Desde 2015 Yuji Ide disputa a Super GT, uma das principais categorias automobilismo japonês.